# 昌黎郡
昌黎郡，是中国古代的郡。最早出现于曹魏，南北朝年间其所指范围发生了重大变化，至隋朝废除。

## 辽东昌黎郡
三国曹魏正始五年（244年）恢复东汉辽东属国建制，不久后改称昌黎郡，范围大致包括今天辽宁省锦州市、阜新市和朝阳市等地。昌黎郡在魏晋时期先后属幽州、平州，郡治在昌黎县（今辽宁省锦州市义县）。西晋灭亡后，东晋任佟寿为昌黎、玄菟、带方太守，实际统治区为今朝鲜首都平壤西南的黄海道一带。
前秦迁郡治至龙城县（今辽宁省朝阳市），北燕曾定都于此。北魏时期，昌黎郡属营州，至北齐已不在此设昌黎郡，属地主要归入冀阳郡。

## 侨置昌黎郡
北魏最终分裂前夕，由于失去大量原有领土，于永兴中（532年）曾侨置昌黎郡，属新建的南营州，领县三，至隋朝州郡并废，从此昌黎郡之名不再出现。